# Prix Adagio
Pour les articles homonymes, voir Adagio (homonymie).
Le Prix Adagio est un prix littéraire québécois biennal.
Ce prix récompense les auteurs des régions de la Mauricie ou du Centre-du-Québec pour l'ensemble de leur carrière littéraire. Il est décerné par le conseil d'administration du Salon du livre de Trois-Rivières et annoncé à sa cérémonie d’ouverture.
Les auteurs n'ont pas à présenter leur candidature mais doivent rencontrer certains critères d'éligibilité. Entre autres, les auteurs doivent être nés ou résider dans la région de la Mauricie ou du Centre-du-Québec, ils doivent œuvrer depuis au moins 15 ans et bénéficier d'une carrière reconnue et établie à l'échelle locale et provinciale. Tous les genres littéraires sont admissibles.
Le Prix Adagio fut inauguré en 2003, en remplacement du Prix Mémoire, décerné entre les années 1998 et 2002.

## Lauréats
- 2003 - Marcel Trudel
- 2005 - Pierre Chatillon
- 2007 - Jacques Lacoursière
- 2009 - Jean-Pierre April
- 2011 - Paule Doyon
- 2013 - Denis Vaugeois
- 2015 - Denise Boucher
- 2017 - Louise Lacoursière
- 2019 - François Ricard
- 2021 - Yvon Rivard[4]
- 2023 - Monique Juteau[5]